# Josu Larrazabal
Josu Larrazabal (Orozko, Biscaia, 24 de desembre de 1981) és un preparador físic i director esportiu d'equips professionals de ciclisme de carretera. Actualment, és el responsable de rendiment de l'equip de ciclisme professional Trek-Segafredo, tot i que, anteriorment, també va ser director esportiu del mateix equip.
Josu també és conegut per haver estat director esportiu i preparador físic del conegut equip Euskaltel-Euskadi entre els anys 2006 i 2012.
El maig del 2022 va ser el preparador físic de la corredora neerlandesa Ellen van Dijk, i l'artífex de què aquesta aconseguís batré el rècord mundial de l'hora en pista.